# كريستيلا المسننة
كريستيلا المسننة (الإسم العلمي:Christella dentata)، هو نبات سرخس ناعم صغير، منتشر على نطاق واسع في أستراليا والجزر الواقعة في جنوب المحيط الهادئ .

## الإنتشار
ينتشر هذا النبات على أطراف الغابات المطيرة، وعن طريق الجداول، وفي الغابات المفتوحة ذات الرطوبة الكافية.

## التاريخ
يعتبر هذا السرخس النوع الأول الذي تم تجنيسه في جزر هاواي، وتم تسجيله في البداية في أواهو في عام 1887، ويتواجد الآن في جميع الجزر الرئيسية هناك.

## الإستخدام

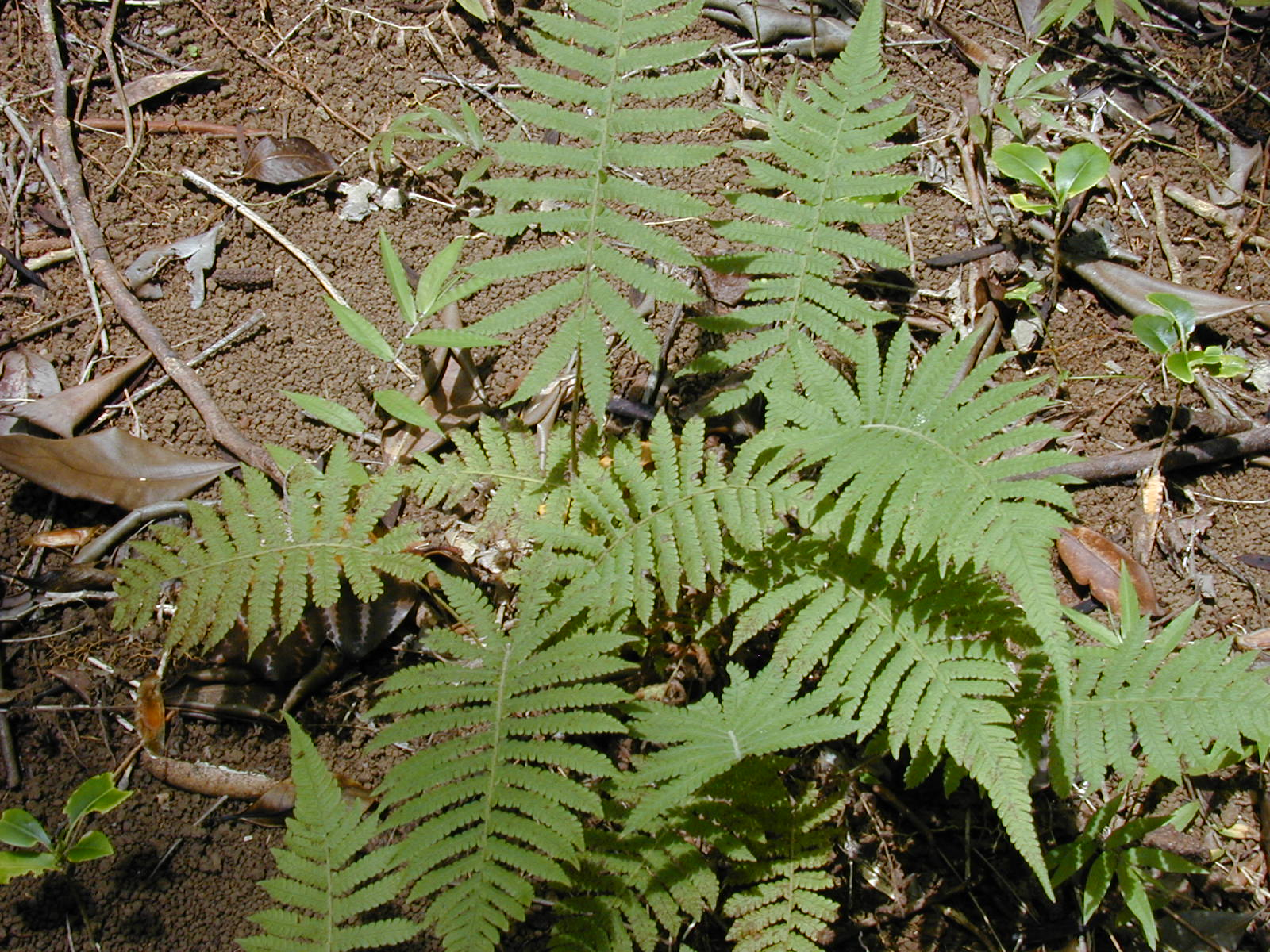
صور من نبات كريستيلا المسننة

كريستيلا المسننة نبات سرخس صالح للأكل، يستخدم في المجالات الطبية، وعلاج فيالطب الشعبي للأمراض الجلدية، وجدت دراسة دوائية أن المستخلص المائي للسرخس كان سامًا، مثل عقار 5-فلورويوراسيل المضاد للسرطان ضد خط خلايا سرطان الدم المزمن البشري.